# بريد كوريا الجنوبية

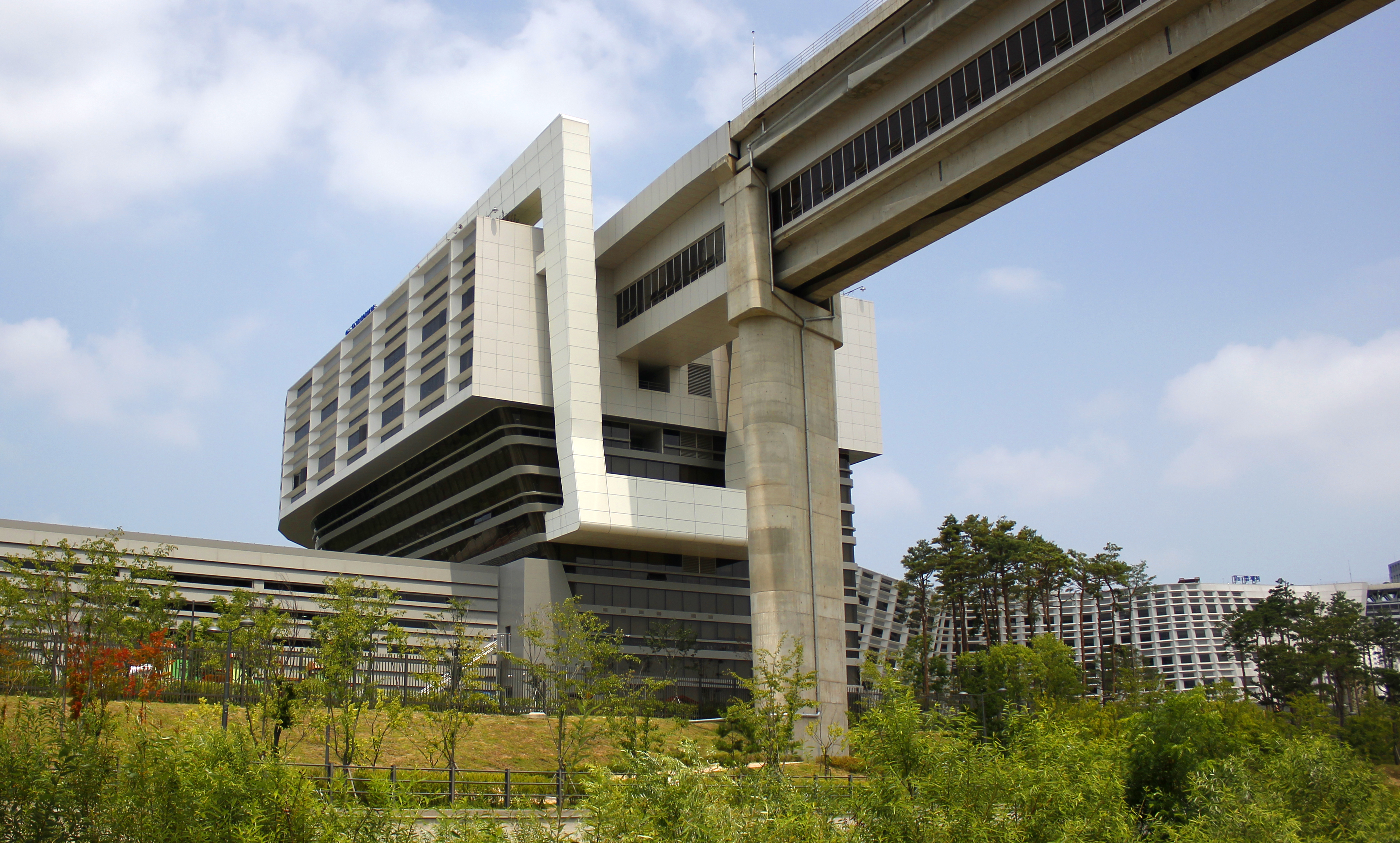
المقر الرئيسي في سيجونغ

كوريا بوست أو بريد كوريا الجنوبية هي خدمة البريد الوطنية لكوريا الجنوبية ، تحت إشراف وزارة العلوم وتكنولوجيا المعلومات والاتصالات ، والتي كانت سابقًا وزارة اقتصاد المعرفة حتى عام 2013. كوريا بوست هي المسؤولة عن الخدمات البريدية ، والخدمات المصرفية البريدية ، وخدمات التأمين. مقرها الرئيسي في مدينة سيجونغ .

## روابط خارجية
- كوريا بوست (بالكورية) (بالإنجليزية)
- ePost (بالكورية)